# Fred Raymond
Fred Raymond (s pravim imenom Raimund Friedrich Vesely), avstrijski skladatelj češkega rodu, * 20. april 1900, Dunaj, Avstrija, † 10. januar 1954, Überlingen, Nemčija.
Raymond je postal znan kot operetni skladatelj v 20. in 30. letih 20. stoletja. Njegovo najbolj znano delo je opereta v dveh dejanjih Maska v modrem, krstno uprizorjena 27. septembra 1937 v Berlinu.